# Final Fantasy Tactics A2: Grimoire of the Rift
Final Fantasy Tactics A2: Grimoire of the Rift (jap. ファイナルファンタジータクティクス A2 封穴のグリモア Fainaru Fantajī Takutikusu Eitsū Fūketsu no Gurimoa) – taktyczna gra fabularna wydana w roku 2007 na konsolę przenośną Nintendo DS przez Square Enix.
Jest to sequel gry Final Fantasy Tactics Advance wydanej w 2003 roku na platformę Game Boy Advance i, podobnie jak jej poprzedniej części, akcja gry toczy się w świecie Ivalice. Gra przedstawia losy chłopca, który, tak jak bohaterowie gry poprzedniej, odnalazł magiczną księgę, która przeniosła go do Ivalice.